# Nowa Wieś (Przeginia)
Nowa Wieś – część wsi Przeginia w Polsce, położona w województwie małopolskim, w powiecie krakowskim, w gminie Jerzmanowice-Przeginia.
W latach 1975–1998 Nowa Wieś administracyjnie należała do województwa krakowskiego.